# فومستان
فومستان، روستایی در دهستان مهرگان بخش مرکزی شهرستان پارسیان در استان هرمزگان ایران است. 

## پیشینه نام
فومستان از کلمه «فُوم» آمده‌است که به معنی «گندم» مشتق است.

## جمعیت
بر پایه سرشماری عمومی نفوس و مسکن در سال ۱۳۹۵، جمعیت این روستا برابر با ۹۰۶ نفر (۲۲۴ خانوار) بوده‌است.